# Warriors
«Warriors» — песня американской альтернативной рок группы Imagine Dragons, вошедшая в саундтрек фильма Дивергент, глава 2: Инсургент. Изначально песня была создана специально для Чемпионата мира по League of Legends 2014. Также она стала официальной музыкальной темой Чемпионата мира по футболу среди женщин 2015. Позже «Warriors» стала заглавной музыкальной темой рестлинг-шоу Survivor Series 2015 и была использована в трейлере телесериала Колония. Сингл был издан 18 сентября 2014 года. Видеоклип к песне вышел 17 сентября 2014 года; по сюжету видео 16 команд из разных стран мира борются за звание чемпионов по League of Legends.

## Список композиций
| №  | Название   | Длительность |
| -- | ---------- | ------------ |
| 1. | «Warriors» | 2:51         |

## Позиции в чартах
| Чарт (2014)                                        | Наивысшая позиция |
| -------------------------------------------------- | ----------------- |
| Австрия (Ö3 Austria Top 40)                        | 56                |
| Канада (Billboard Canadian Hot 100)                | 60                |
| Чехия (Singles Digitál Top 100)                    | 18                |
| Франция (SNEP)                                     | 48                |
| Германия (GfK)                                     | 58                |
| Венгрия (Single Top 40)                            | 34                |
| Ирландия (IRMA)                                    | 80                |
| Lebanese Top 20                                    | 16                |
| Нидерланды (Single Top 100)                        | 66                |
| VG-lista                                           | 27                |
| Португалия (Billboard Portugal Digital Song Sales) | 13                |
| Словакия (Singles Digitál Top 100)                 | 29                |
| Швеция (Sverigetopplistan)                         | 7                 |
| Великобритания (OCC UK Singles)                    | 54                |
| США (Billboard Bubbling Under Hot 100)             | 2                 |
| США (Billboard Hot Rock & Alternative Songs)       | 10                |

| Чарт (2014)                | Место |
| -------------------------- | ----- |
| Hot Rock Songs (Billboard) | 68    |
| Чарт (2015)                | Место |
| Billboard Hot Rock Songs   | 83    |

| Регион | Сертификация | Продажи |
| --- | ------------ | ------- |
| Норвегия (IFPI Norway)                                                                                                   | Платиновый   | 40 000  |
| * Данные о продажах приведены только на основе сертификации. ^ Данные о тиражах приведены только на основе сертификации. |              |         |